# Pavel Bulanov
Pavel Petrovitj Bulanov (ryska: Павел Петрович Буланов), född 12 februari 1895 i Guvernementet Penza, död 15 mars 1938 i Kommunarka, Moskva, var en bolsjevikisk politiker och ämbetsman. Han var ordförande för NKVD:s särskilda råd från 1934, direkt underställd Genrich Jagoda.

## Biografi
Pavel Bulanov föddes 1895 i byn Insar i Guvernementet Penza. Under första världskriget tjänstgjorde han i den kejserliga armén. Under 1920-talet gjorde han karriär i Tjekan, OGPU och NKVD.
I samband med den stora terrorn greps Bulanov i mars 1937 och åtalades vid den tredje och sista Moskvarättegången (emellanåt kallad rättegången mot höger- och trotskistblocket); enligt åtalet skulle Bulanov i maskopi med Jagoda ha försökt att mörda Nikolaj Jezjov. Bulanov dömdes till döden och avrättades genom arkebusering.
Pavel Bulanov rehabiliterades 1988.